# Skript
Skript Historisch Tijdschrift is een onafhankelijk historisch tijdschrift, in 1979 opgericht door studenten van de Universiteit van Amsterdam, waaronder Hans Hoogervorst en Mai Spijkers. 

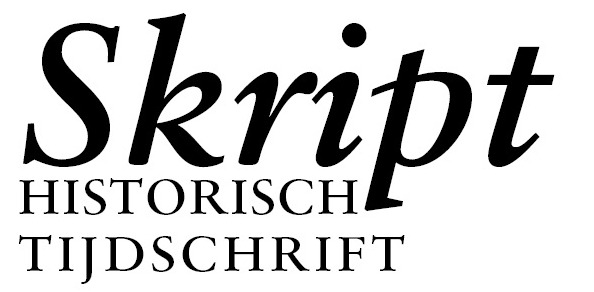

Het blad komt vier keer per jaar uit en bevat populaire en wetenschappelijke historische artikelen, recensies en interviews met bekende en minder bekende binnen- en buitenlandse historici, waaronder Pierre Bourdieu, Benedict Anderson, Carlo Ginzburg, Jo Tollebeek en Hans Blom. Net als bij Historisch Tijdschrift Aanzet is Skript een academisch historisch studententijdschrift waarvan de kopij en redactie volledig in handen ligt van geschiedenisstudenten. De redactie bestaat doorgaans uit zeven studenten. In 1993 publiceerde Skript Gesprekken met Tijdreizigers, een bundeling van een vijftiental interviews met bekende historici.
Andere academische historische tijdschriften in Nederland die voornamelijk door studenten worden geredigeerd zijn Leidschrift (Leiden), Groniek (Groningen), Ex Tempore (voorheen ET/VT, Nijmegen) en Aanzet (Utrecht).